# YAKIN大江山
株式会社YAKIN大江山（やきんおおえやま）は、かつて京都府宮津市に本社を置いていた日本冶金工業グループの生産子会社である。

## 概要
ステンレス専業メーカーとして日本国内最大手である日本冶金工業の連結子会社であった。日本冶金工業が100％の株式を保有する筆頭株主であった。
日本冶金工業の製造部門（工場）としてフェロニッケルなどを生産していた大江山製造所が、2003年に分社化（新設分割）され、新たに設立された生産子会社であった。その後、2010年に日本冶金工業へ統合され、再び同社の大江山製造所となった。

### 事業所
- 本社・工場：京都府宮津市字須津413

## 沿革
- 2003年（平成15年）4月1日 – 日本冶金工業の旧大江山製造所が分社化され設立。
- 2010年（平成22年） - 日本冶金工業へ統合、再び同社の大江山製造所となった。